# Félix Sesúmaga Ugarte
Félix Sesúmaga Ugarte (Leioa, 12 d'octubre de 1898 - Leioa, 24 d'agost de 1925) fou un futbolista basc dels anys 1910 i 1920.

## Trajectòria
La major part de la seva trajectòria transcorregué a l'Arenas Club de Getxo, club on inicià la seva carrera el 1914, fins al 1919. Jugà dues temporades al FC Barcelona, entre 1919 i 1921, període en el qual fou convocat per jugar amb la selecció espanyola als Jocs Olímpics d'Estiu de 1920, a Anvers, on guanyà la medalla d'argent. Al club entrenat per Jack Greenwell coincidí amb homes com Agustí Sancho, Paulí Alcàntara, Sagibarba, Ricard Zamora o Josep Samitier. També jugà al Racing de Sama de Llangréu i a l'Athletic Club. Amb la selecció espanyola jugà 8 partits i marcà 4 gols entre 1920 i 1923.
En el seu palmarès destaquen dos campionats de Catalunya i tres copes d'Espanya, cadascuna amb un club diferent. La primera la guanyà el 1919 amb l'Arenas marcant tres gols a la final en la qual derrotà el FC Barcelona per 5-2. Precisament la temporada següent fitxà pel FC Barcelona i tornà a guanyar la copa, vencent l'Athletic Club per 2-0. La tercera copa la guanyà amb l'Athletic Club el 1923, vencent el CE Europa per 1-0.
El 1924, una malaltia l'obligà a abandonar els terrenys de joc, morint prematurament el 24 d'agost de 1925 sense haver complert els 27 anys.

## Palmarès
Arenas Club de Getxo
- Copa espanyola: 1919
- Campeonato Norte: 1916/17

FC Barcelona
- Copa espanyola: 1920
- Campionat de Catalunya: 1919-20, 1920-21

Athletic Club
- Copa espanyola: 1923
- Campionat de Biscaia: 1922-23

Espanya
- Jocs Olímpics d'Estiu de 1920 a Anvers (Bèlgica): medalla de plata